# Ixora Rojas Paz
Ixora Robertina Rojas Paz (24 tháng 6 năm 1955 – 19 tháng 6 năm 2016) là một luật sư và chính trị gia người Venezuela. Bà đại diện cho Zulia trong National Congress of Venezuela  và từng là chủ tịch của Hạ viện từ năm 1998 đến 1999.
bà bắt đầu tham gia chính trị ở tuổi mười ba, khi bà đang học tại Liceo Baralt ở Maracaibo. Bà chuyển đến Vùng thủ đô Venezuela, nơi bà kết hôn ở tuổi mười bốn.
bà từng là lãnh đạo của đảng Hành động Dân chủ ở bang Zulia và là thư ký cho văn phòng phụ nữ quốc gia cho cái gọi là "Tella blanca".
Năm 2008, bà trở thành lãnh đạo của Asociación Latinoamericana de Mujeres Socialdemócratas ("Hiệp hội phụ nữ dân chủ xã hội Mỹ Latinh"). Bà cũng tự giới thiệu mình là một ứng cử viên độc lập cho chức thống đốc của Zulia. bà từng là phó chủ tịch của Phụ nữ Quốc tế Xã hội Chủ nghĩa.
bà qua đời vì bệnh ung thư tại Bệnh viện de Clínicas ở Venezuela ở tuổi 60.